# サマーラ・アリーナ
サマーラ・アリーナ、もしくはコスモス・アリーナ（露: Космос Арена）は、ロシアのサマーラに所在するサッカー競技場。2018 FIFAワールドカップでは準々決勝などが開催された。大会後はクリリヤ・ソヴェトフ・サマーラの本拠地として使用されている。

## ギャラリー

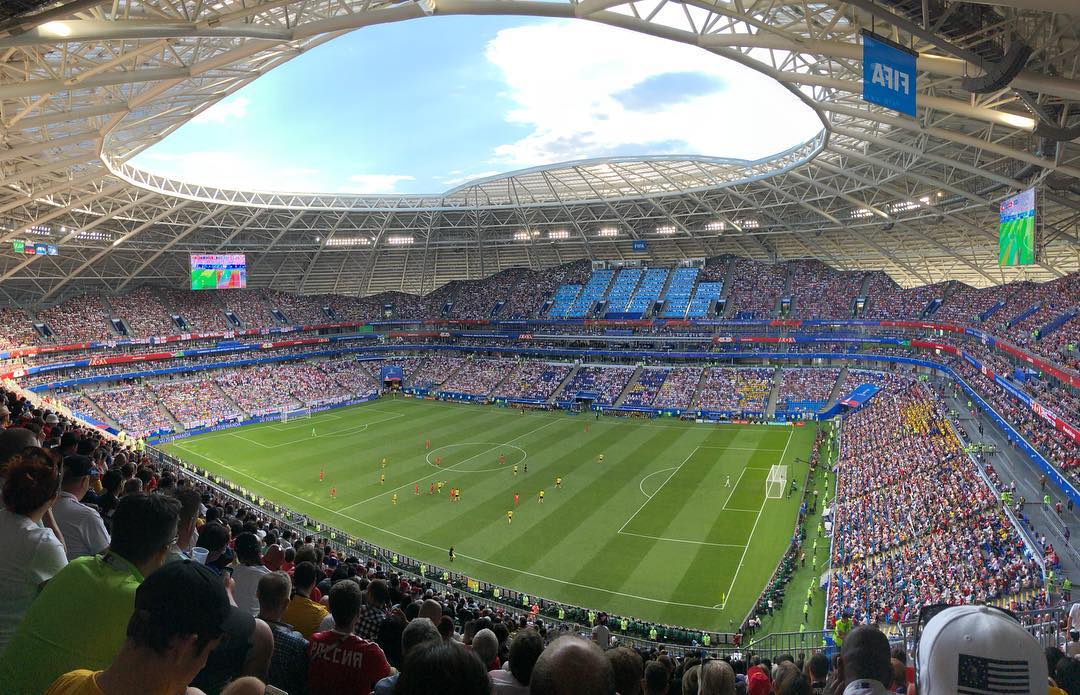
スタジアム内部
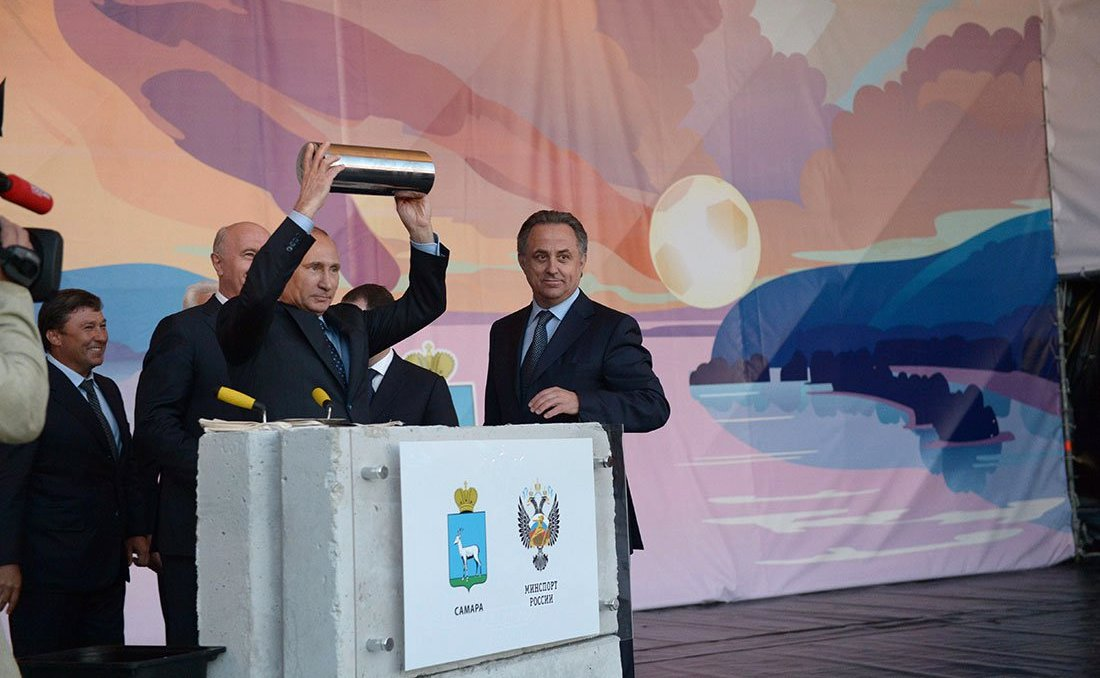
起工式を訪れたプーチン大統領

## 2018 FIFAワールドカップ
| 開催日  | 時間 SAMT (UTC+4) | チーム#1     | 結果 | チーム#2       | ラウンド   | 観衆   |
| ------- | ----------------- | ------------ | ---- | -------------- | ---------- | ------ |
| 6月17日 | 16:00             | コスタリカ   | 0–1  | セルビア       | Group E    | 41,432 |
| 6月21日 | 16:00             | デンマーク   | 1–1  | オーストラリア | Group C    | 40,727 |
| 6月25日 | 18:00             | ウルグアイ   | 3–0  | ロシア         | Group A    | 41,970 |
| 6月28日 | 18:00             | セネガル     | 0–1  | コロンビア     | Group H    | 41,970 |
| 7月2日  | 18:00             | ブラジル     | 2–0  | メキシコ       | ラウンド16 | 41,970 |
| 7月7日  | 18:00             | スウェーデン | 0–2  | イングランド   | 準々決勝   | 39,991 |

## 交通
- サマーラ市電S5系統 : Стадион «Самара-Арена»